# معماری گوگی

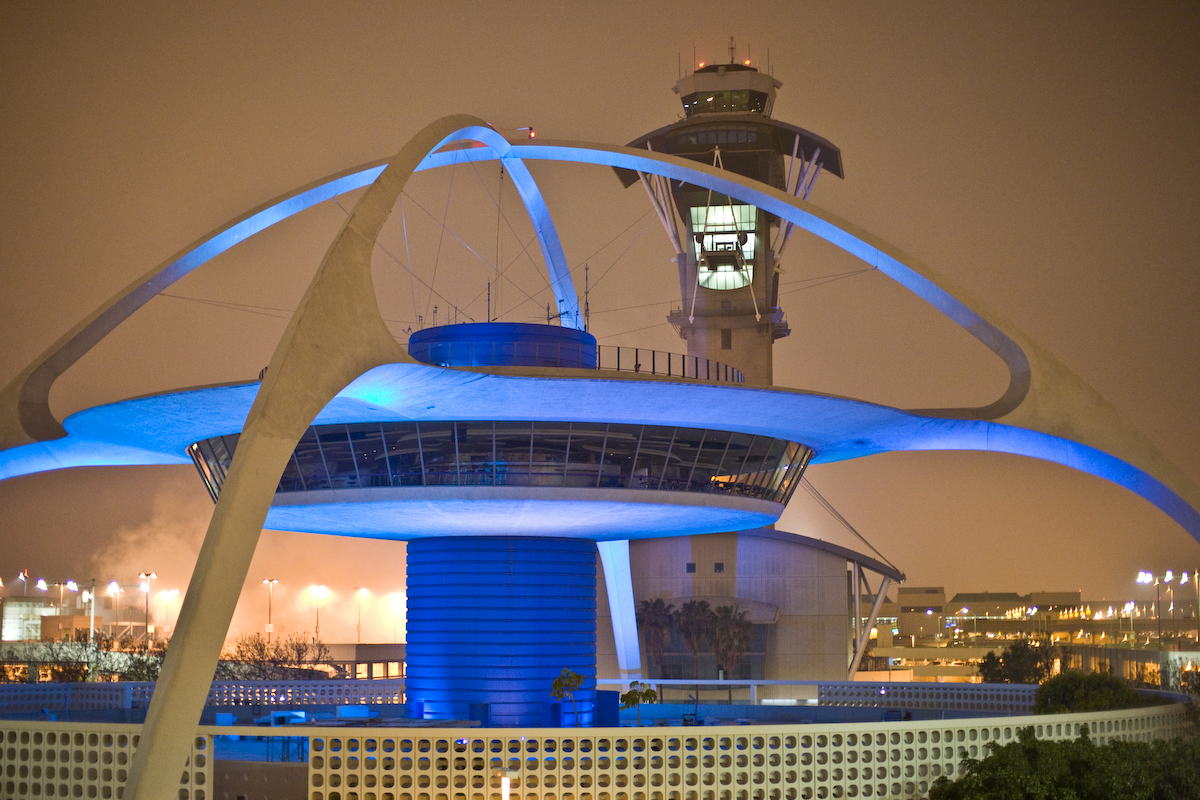
ساختمان تم، در فرودگاه بین‌المللی لس‌آنجلس که به سبگ گوگی طراحی شده است.

معماری گوگی (انگلیسی: Googie architecture) سبکی از معماری مدرن است. این شیوه بخشی از معماری آینده‌گرا می‌باشد که تأثیر گرفته از فرهنگ اتوموبیل رانی، هواپیماهای جت، عصر فضا و عصر اتم است.
ویژگی معماری گوگی، استفاده از سقفهایی با سطوح منحنی و شیبدار و استفاده از مصالحی چون شیشه، فولاد و نئون است.

## واژه شناسی
منشأ نام، گوگی برگرفته از نام قهوه‌خانه‌ای است به نام «گوگیز» کهجان لاتنر، معمار آمریکایی آن را در سال وست هالیوود ایالت کالیفرنیا طراحی کرد و ساخت. گوگی، نام مستعار خانوادگی همسر، مالک این قهوه‌خانه بود. این طراحی ویژگی‌های معماری متفاوتی داشت.
«قهوه‌خانه گوگیز» در گوشه‌ای از خیابان سان ست شهر لس آنجلس قرار داشت و در سال ۱۹۸۹ تخریب شد.

## نگارخانه

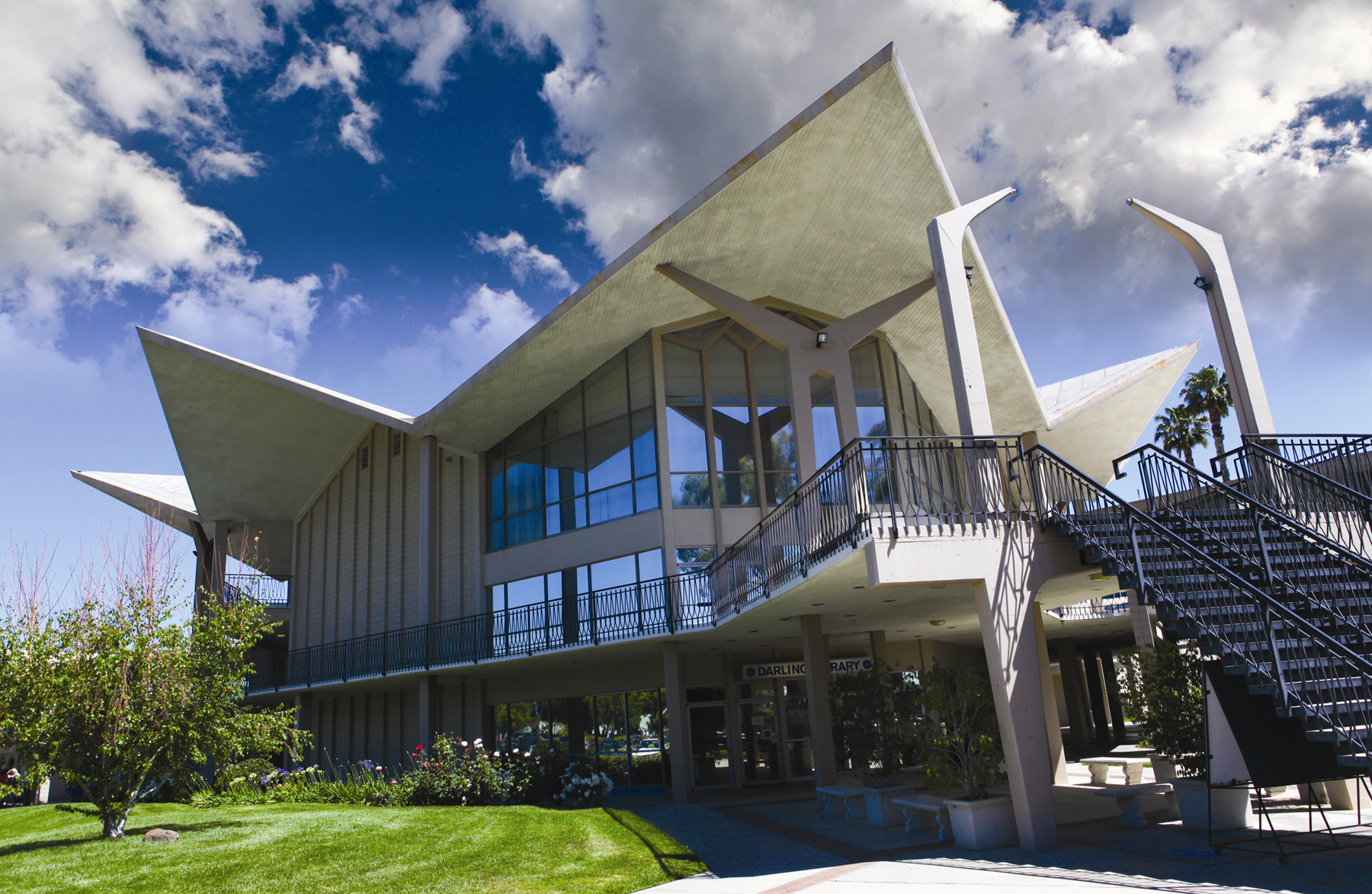
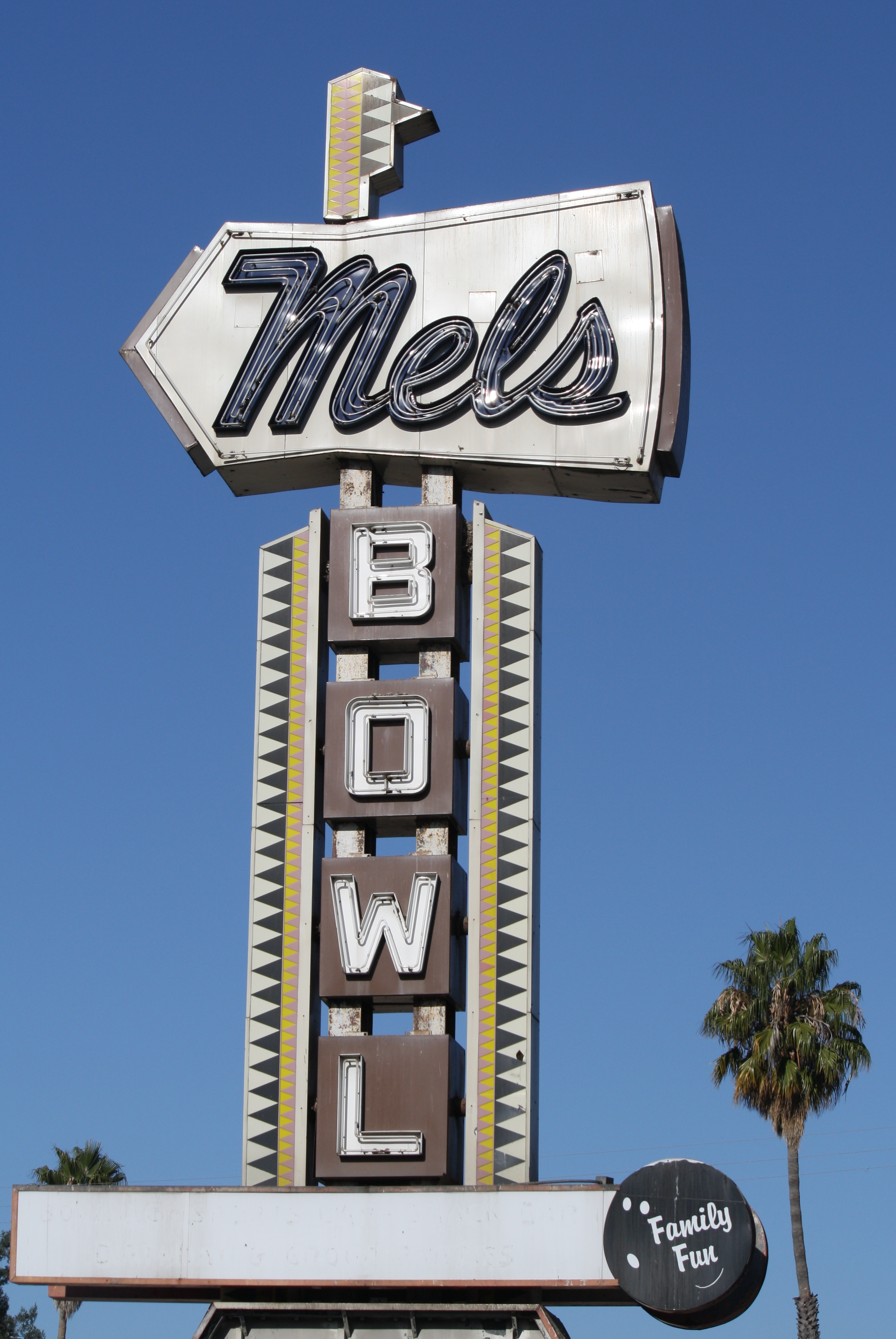
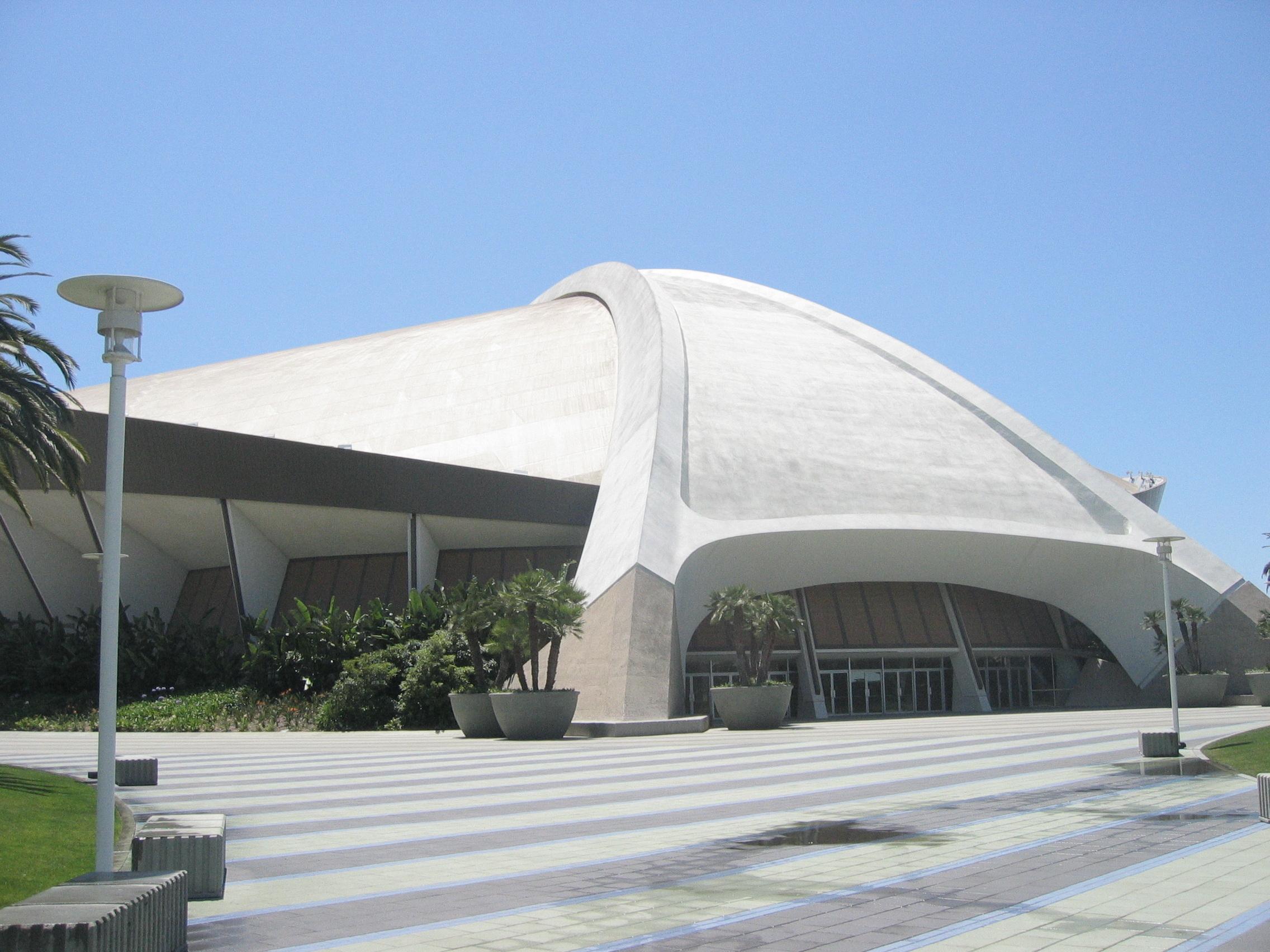
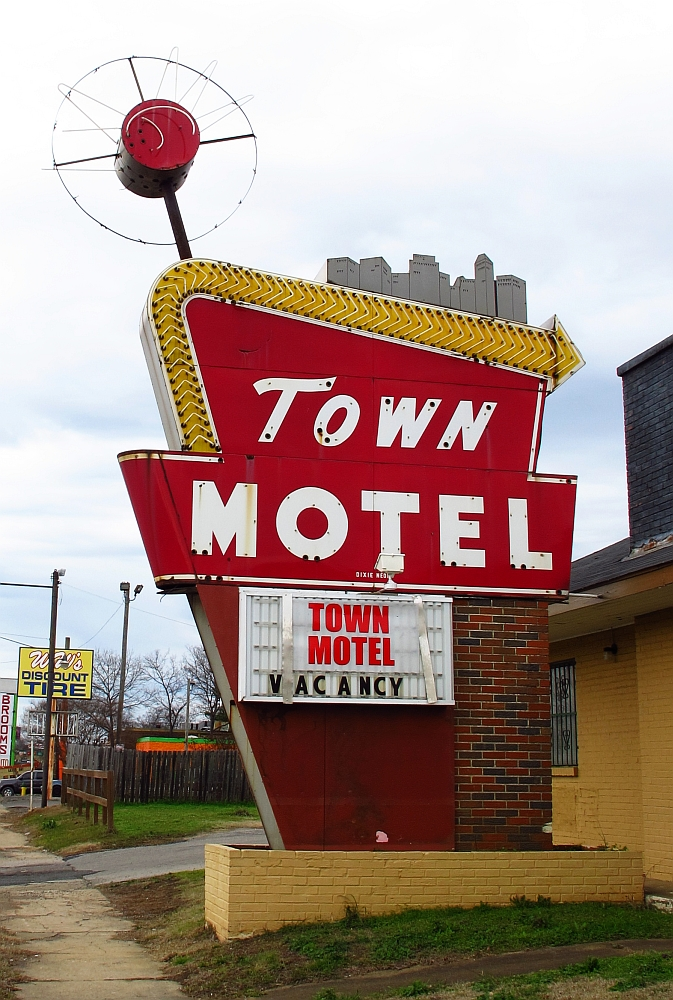
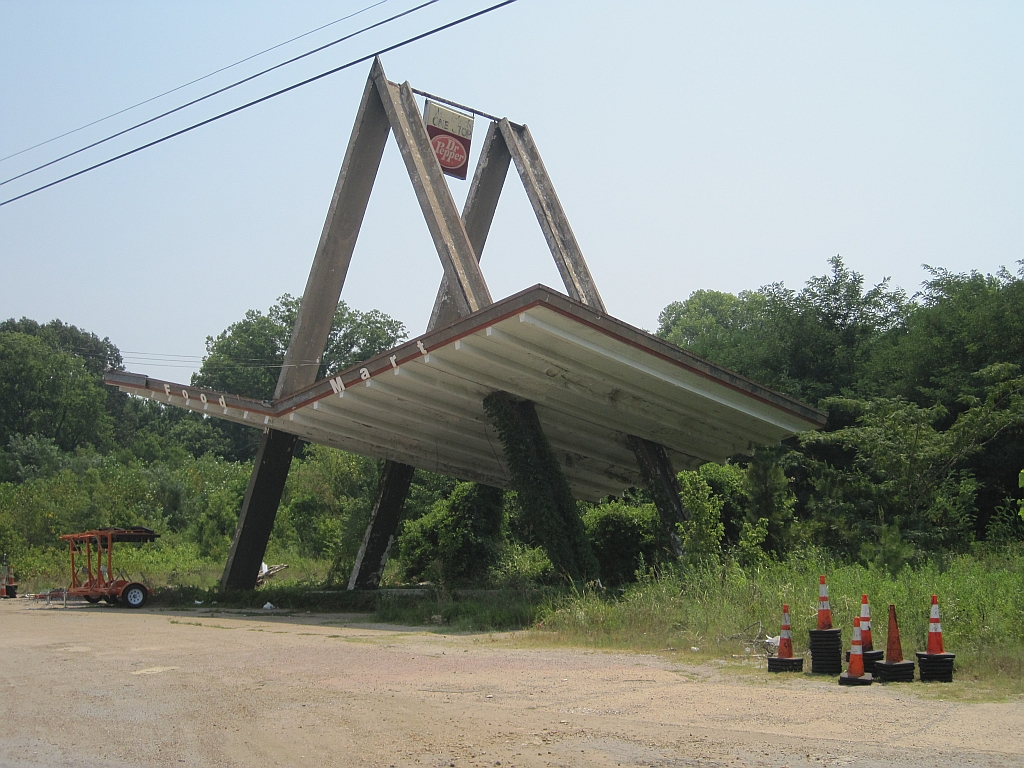
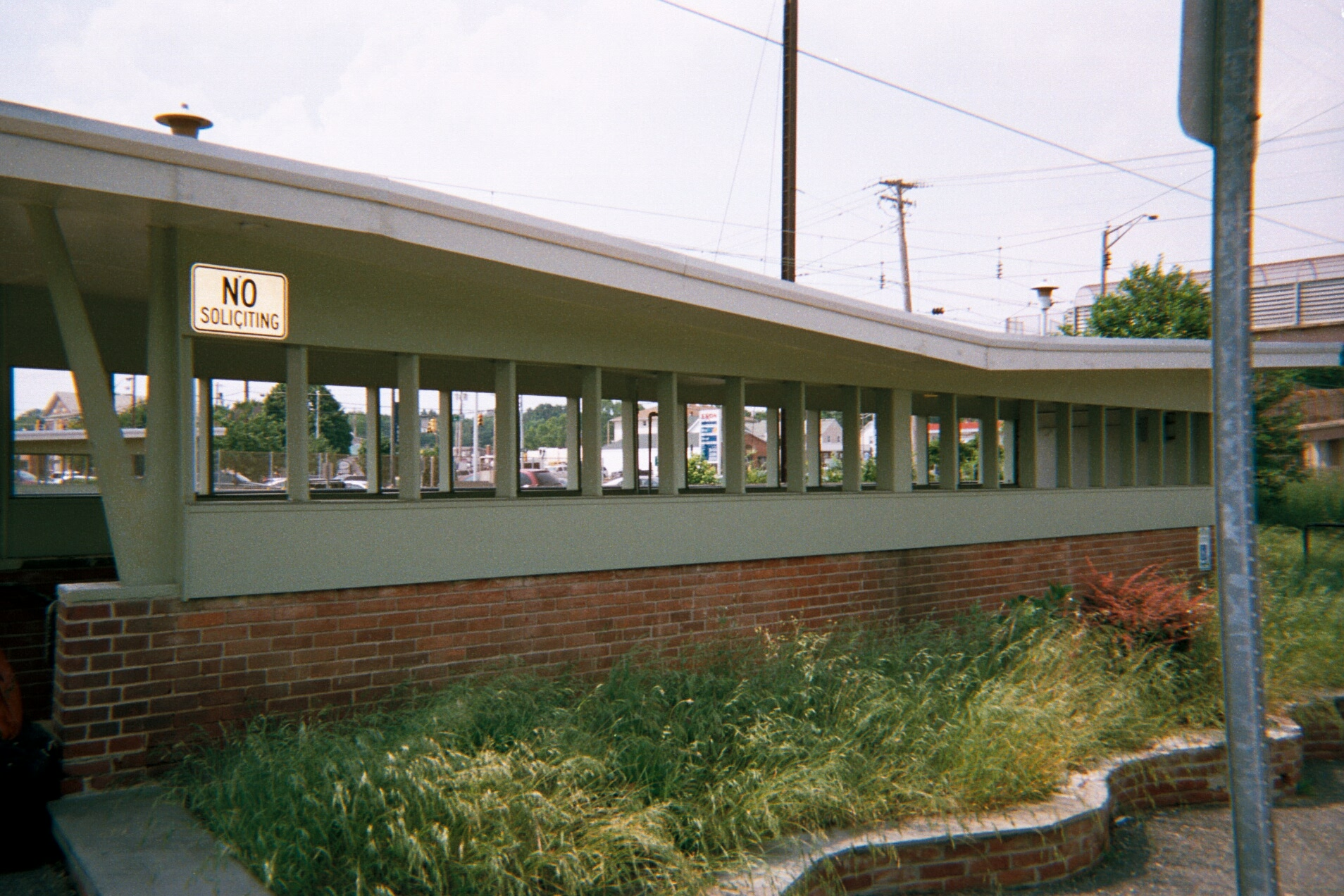
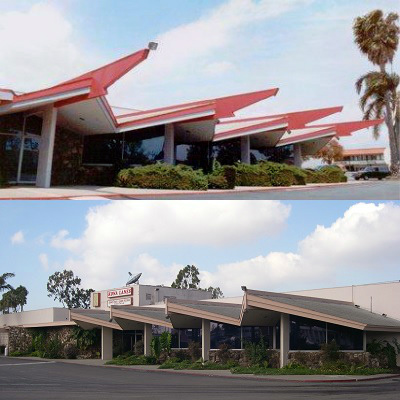
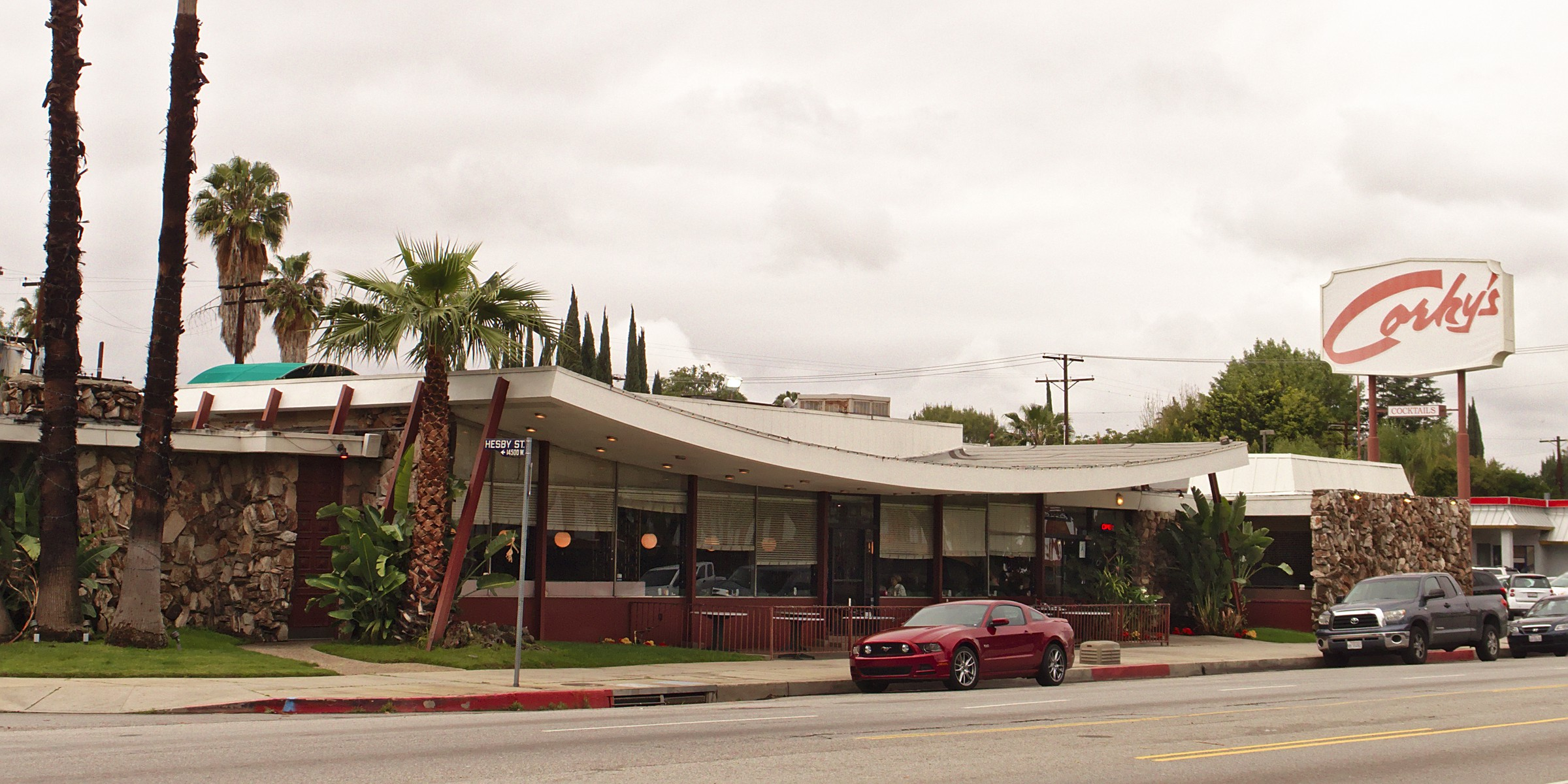
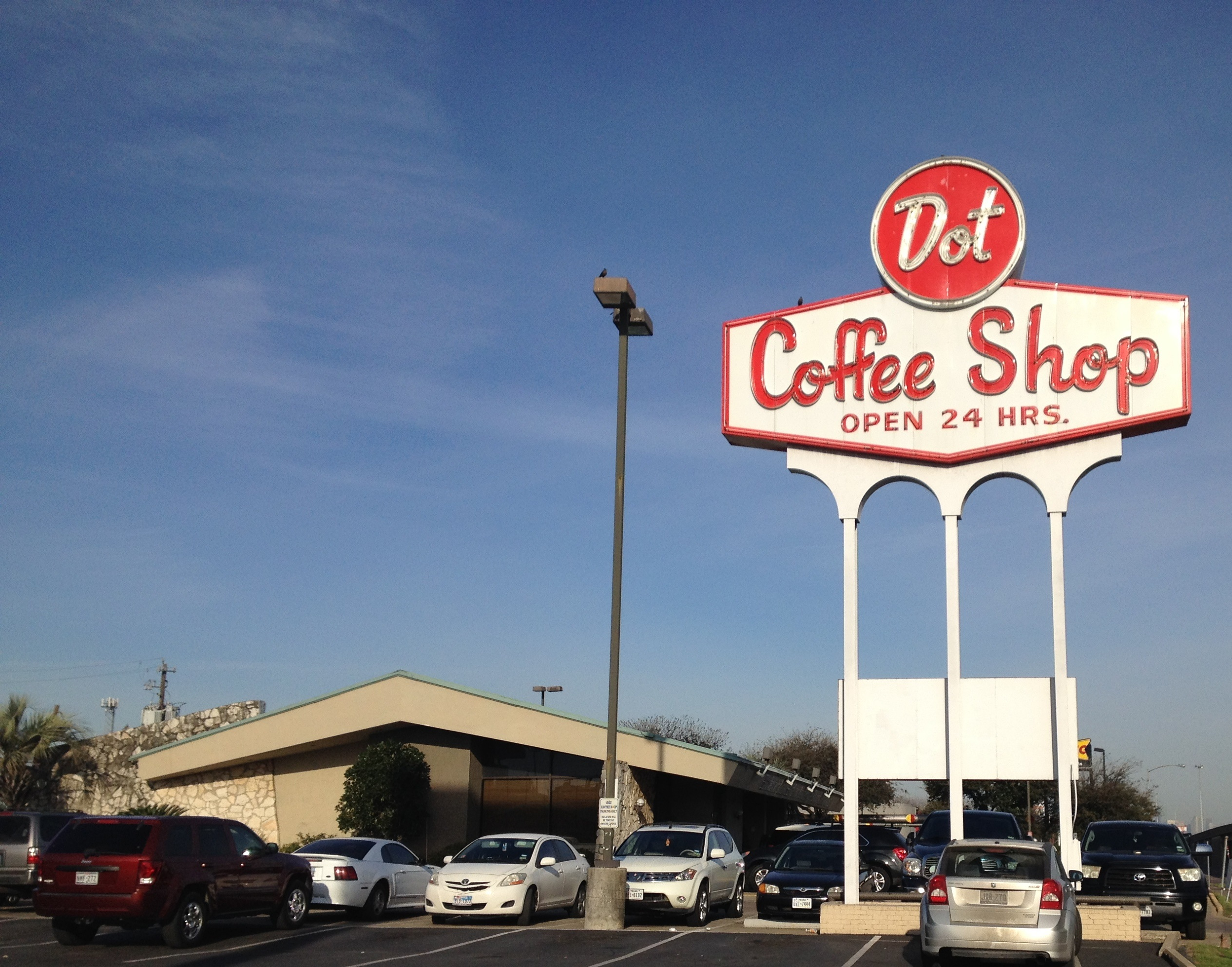

## نمونه‌هایی از معماری گوگی
- برج سوزن فضایی
- فرودگاه بین‌المللی لس‌آنجلس